# NGC 1669
NGC 1669 је спирална галаксија у сазвежђу Златна риба која се налази на NGC листи објеката дубоког неба.
Деклинација објекта је - 65° 48' 51" а ректасцензија 4h 43m 0,0s. Привидна величина (магнитуда) објекта NGC 1669 износи 14,0 а фотографска магнитуда 14,9. NGC 1669 је још познат и под ознакама ESO 84-38, IRAS 04428-6553, PGC 15871.